# Ceratocystis tetropii
Ceratocystis tetropii är en svampart som först beskrevs av Math.-Käärik, och fick sitt nu gällande namn av J. Hunt 1956. Ceratocystis tetropii ingår i släktet Ceratocystis och familjen Ceratocystidaceae.   Inga underarter finns listade i Catalogue of Life.
I den svenska databasen Dyntaxa används istället namnet Ophiostoma tetropii för samma taxon.  Arten är reproducerande i Sverige.